# Jindra Nečasová
Jindra Nečasová Nardelli (* 5. července 1960) je česká hudební skladatelka, klavíristka a hudební pedagožka.

## Život
Narodila se v rodině českého matematika profesora Jindřicha Nečase a Zdeňky Nečasové (roz. Staňkové). Na klavír začala hrát v osmi letech u Jitky Vránkové-Nešverové a později u Zdeňka Kožiny. Vystudovala klavírní hru u dr. Jaromíra Kříže na Pražské konzervatoři, kterou zakončila mj. premiérou klavírního cyklu Malé portréty (později přejmenovány na Juniores) Dalibora C. Vačkáře. Druhý obor skladbu vystudovala na této škole ve třídě dr. Jindřicha Felda. Její absolventská skladba na konzervatoři Jacksonina cesta pro symfonický orchestr, kterou provedl symfonický orchestr Pražské konzervatoře pod taktovkou Přemysla Charváta, získala ocenění pro nejlepší skladbu roku na této škole". Hudební fakultu AMU v oboru skladba studovala ve třídě prof. Václava Riedlbaucha a ukončila symfonickou skladbou Obrazy Salvadora Dalí, na kterou později česká tanečnice Yvetta Hubičková vytvořila choreografii (představení Taneční konzervatoře hl. m. Prahy, Národní divadlo 1998). Dvakrát se zúčastnila mezinárodních skladatelských kurzů vedených profesorem Ladislavem Kubíkem.
Od roku 1996 spolupracuje s americkým dirigentem a skladatelem Joelem Blahnikem a generální ředitelkou hudebního vydavatelství Alliance Publications Inc., Anitou Smisek. Toto vydavatelství ji zařadilo do svého mezinárodního katalogu a vydalo část její komorní, sborové i symfonické tvorby. V roce 2018 obhájila titul Ph.D. v oboru hudební teorie a pedagogika na Pedagogické fakultě Univerzity Karlovy disertační prací Umělecký přínos hudební složky pedagogického díla Libuše Kurkové v systému hudebně pohybové výchovy (školitel prof. Mgr. MgA. Jiří Bezděk, Ph.D.).
Zúčastnila se několika skladatelských soutěží, kde získala například Cenu Českého hudebního fondu za skladbu Malá symfonie ve skladatelské soutěži vypsané Ministerstvem kultury ČR (1989) a čestné uznání v soutěži „Generace 1987“ za skladbu Variace pro flétnu a klavír (Ostrava, 1987).
V roce 2021 získala 2. cenu v 9. ročníku mezinárodní skladatelské soutěže Stonavská Barborka za cyklus dětských písniček s doprovodem klavíru Hafíčkovy písničky na texty Libuše Kurkové a Tomáše Víška.
V roce 2023 získala Jindra Nečasová Nardelli Zvláštní uznání poroty (Special Mention) a byla porotou uvedena mezi prvními třemi laureáty v mezinárodní soutěži WPTA IPC 2023 Composition Category v kategorii skladeb pro klavír) za skladby Krystaly/Crystals a Anna Karenina koncert-fantasie pro klavír, smyčcový orchestr a bicí. 
Ve světové soutěži Global Music Awards získala v roce 2024 dvě stříbrné medaile za skladbu Spirit of Lake Michigan (Duše Michiganského jezera) pro dechový symfonický orchestr v kategoriích Composition a Band. 
Mezinárodní porota skladatelce udělila PLATINUM AWARD v soutěži Mozart International Music Competition - v kategorii Composition https://mozart-competition.com/winners-march25/ (12. března 2025).
Sborovou skladbu Květiny uvedl na festivalu Dny soudobé hudby 1999 Pavel Kühn. Fantasia for Flute Solo byla vytvořena na objednávku známé americké flétnistky Lany Johnsové.
Její skladby byly koncertně provedeny řadou interpretů, např. Filharmonií Hradec Králové, Lanou Johnsovou (USA), Kateřinou Englichovou, Duem BeNe (ČR), Severočeským divadlem opery a baletu Ústí nad Labem (balet Farinelli), Vladislavem Borovkou, Eduardem Bayerem, Markem Šedivým, Michalem Novenkem, Bárou Váchalovou (ČR), Joelem Blahnikem (USA), Peterem Woodem (USA), Symfonickým dechovým orchestrem Hudby Hradní stráže a Policie České republiky, Václavem Blahunkem, NIU Symphonic Wind Ensemble, Irenou Budweiserovou (píseň O´Great Spirit), Tomášem Víškem a Komorní filharmonií Pardubice za řízení Marka Šedivého ("Anna Karenina", koncert - fantazie pro klavír, smyčce a bicí), Ústřední hudbou Armády České republiky (mimořádný koncert AHUV k poctě Karla Bělohoubka In memoriam za řízení mjr. Josefa Kučery) a další.
Skladba Spirit of Lake Michigan pro dechový symfonický orchestr (komponovaná na objednávku Northern Illinois University ve spolupráci s Generálním konzulátem ČR v Chicagu pro hudební událost All Czech Composers Concert v Boutell Memorial Concert Hall) zazněla též na mezinárodním hudebním festivalu Pražské premiéry 2009 ve Dvořákově síni Rudolfina. V současné době zazněla její další repríza, v podání OSU Wind Ensemble pod taktovkou Dr. Chrise Chapmana (31. 5. 2018, The LaSells Stewart Center – Corvallis, Oregon, USA).
Je místopředsedkyní Společnosti českých skladatelů při AHUV a členem Umělecké besedy.
Na Pražské konzervatoři vyučovala hudební teorii (1994-5), v letech 1996-9 působila jako externí pedagog Divadelní fakulty AMU v Praze (spolupracovala s doc. Olgou Češkovou, režiséry: Janem Bornou a Hanou Burešovou).
Od roku 1995 až do současnosti působí (s několika přerušeními) jako korepetitorka klasického baletu a od roku 2021 též jako profesorka klavírního oddělení Taneční konzervatoře hl. města Prahy. Vychovává mladé klavíristy také na ZUŠ Adolfa Voborského v Praze 4 - Modřanech. Bohemia Balet ve spolupráci s Taneční konzervatoří hl.m. Prahy uvedl v roce 2021 v divadle Jablonec nad Nisou a ve Stavovském divadle v Praze premiéru baletu Anna Karenina na hudbu Jindry Nečasové Nardelli v choreografii a režii Davida Lamparta, režijní spolupráci a asistenci Jaroslava Slavického, kostýmy navrhl Josef Jelínek. V letech 2008-12 byla korepetitorkou baletního souboru Národního divadla v Praze, kde se autorsky podílela na projektu multimediálnímu filmu Sirael režiséra Martina Kubaly, ak. malíře Jana Kunovského a choreografky a primabaleriny Národního divadla Terezy Podařilové(Česká televize, 2011).
Žije v malé vesnici za Prahou se svým manželem, klavíristou Tomášem Víškem (2018).

## Hudební dílo

### Komorní skladby
- Malá suita pro flétnu (1979)
- Suita pro hoboj a klavír (1981)
- Rondo pro klarinet a klavír (1982)
- Smyčcový kvartet (1982)
- Pearl River jazzová etuda pro klavír (1982)
- Sonáta pro housle a klavír (1983)
- Variace pro flétnu a klavír (1987, Čestné uznání GENERACE Ostrava, 1987)
- Dialogy pro flétnu a trubku
- Dvě klavírní preludia (1991)
- Sonáta pro klavír (1991)
- Vesmírné grotesky pro housle a elektrické cembalo podle povídek Itala Calvina
- Devant la porte du Voyage infini (Před bránou nekonečné cesty) pro harfu a varhany, podle obrazu Reona Argondiana
- Fantasia for flute solo
- Tchaslaw I, balada pro housle a klavír
- Kerkyra trio pro flétnu, harfu a klavír
- Reliéfy pro hoboj (2010)
- Procession to St. Anthony Church for Mixed Wind Octet, Bells and Piano (2012)
- Clarinetissimo (2013)
- Karty pro flétnu, basklarinet a klavír (2013)
- Krystaly pro klavír (2016)
- Lekníny (Ranní světlo - Dvě vrby - Zář zapadajícího slunce v předtuše noci) pro čtyřruční klavír podle Claude Moneta (2019)
- Hlas ticha (Cesta ticha I, Vzdor (Černý idol), Cesta ticha II, Lekníny (Počátek života) pro dvoje housle podle Františka Kupky (2019)
- Sinsinawa ( Bells, Forest Springs, Sinsinawa) pro violoncello a klavír (2023)
- Fantasie na píseň Soudce všeho světa, Bože pro varhany (2024) - zařazeno do sborníku volitelných varhanních skladeb mezinárodní soutěže Organum Regium
- "Malá mořská víla" (2025) melodram pro recitaci a klavír na text Tomáše Víška

### Vokální skladby
- Čtyři písně pro mezzosoprán a klavír na texty Viléma Závady
- O´Great Spirit pro soprán a kytaru na originální indiánský text
- Flowers (Květiny) pro ženský sbor a klavír na české lidové texty
- Tráva na troskách pro zpěv, recitaci a klavír na básně Viléma Závady

### Orchestrální skladby
- Jacksonina cesta (symfonická báseň podle románu Gerarda Herzoga)
- Malá symfonie pro smyčcový orchestr (cena Českého hudebního fondu, 1989)
- Obrazy Salvadora Dalí (symfonický triptych, 1992)
- Jeskyně (skladba pro orchestr, magnetofonový pás, bicí nástroje a vokály)
- Spirit of Lake Michigan (Duše Michiganského jezera) pro dechový symfonický orchestr[2] - Dvě stříbrné medaile v mezinárodní soutěži Global Music Awards 2024 v kategoriích Composition a Band
- "Anna Karenina" - koncert - fantazie pro klavír, smyčcový orchestr a bicí (2016) - PLATINUM AWARD, Composition Category v Mozart International Music Competition 2025

### Balety
- Obrazy Salvadora Dalí symfonický triptych (Taneční konzervatoř hl. m. Prahy - Národní divadlo 1997, choreografie Yvetta Hubičková)
- Farinelli (celovečerní balet s použitím hudby Georga Friedricha Händela, Severočeské divadlo opery a baletu 2001, choreografie Petr Šimek, libreto Vladimír Nečas)
- Kerkyra trio pro flétnu, harfu a klavír (Dny soudobé hudby 2011 - sál Galerie HAMU, choreografie Tereza Podařilová)
- Anna Karenina - komorní ztvárnění příběhu, premiéra 2021. Choreografie, scéna, režie: David Lampart, režijní spolupráce, asistence: Jaroslav Slavický, návrh kostýmů: Josef Jelínek.

### Filmová hudba
- Sirael (hudebně výtvarná a taneční filmová báseň ak.malíře Jana Kunovského a primabaleríny ND Terezy Podařilové)

### Scénická hudba
- Johann Nepomuk Nestroy: (1996, DAMU)
- William Shakespeare: Zkrocení zlé ženy (1997, DAMU)
- Kamenný host (hudební úprava opery V. Righiniho (1997)

### Vydané skladby na CD
- DEBUT FUSE (Dvě klavírní preludia, Variace pro flétnu a klavír, Sonáta pro klavír, Vesmírné grotesky pro housle a elektrické cembalo podle povídek Itala Calvina, ČR 1991)
- TOLERANCE (Před branou nekonečné cesty pro harfu a varhany, Triga, 1997)
- COMMANDING STATEMENTS (Dialogues, MSR Classics, 2007,USA)
- CD Malé obrázky (je součástí publikace, TALACKO MUSIC, s.r.o., Talacko Editions 2013, ISMN 979-0-66057-067-8.)
- CD Pearl River (je součástí publikace, TALACKO MUSIC, s.r.o., Talacko Editions 2013, ISMN 979-0-66057-067-8.)
- TŘETÍ POLOČAS 10 let souboru Duo BeNe - Lukeš, Nečasová Nardelli, Douša, Teml, Sluka, Žáček / Douša - (Kerkyra trio pro flétnu, harfu a klavír, Musica Gioia, 2013)
- KRYSTALY / CRYSTALS (Autorský profil skladatelky. Vydání podpořila nadace OSA Partner, Praha: 2019, JNN 60 001.)

### Skladby pro děti
- Malé obrázky + CD pro klavír (TALACKO MUSIC, s.r.o., Talacko Editions 2013, ISMN 979-0-66057-067-8)
- Vesmírné katedrály pro klavír (BARVY DUHY - album současných českých skladatelek, Musica Gioia 2017)
- Hafíčkovy písničky pro zpěv a klavír na texty Libuše Kurkové a Tomáše Víška (2020) - oceněno 2. cenou v soutěži Stonavská Barborka 2021
- Voňavé skladbičky I, pro dětská dua houslí a klavíru (2021)
- Štědrovečerní přástky (původní název Příběhy od rybníka) - dětský muzikál na texty Kateřiny Bartošové Fialové, scénář Lada Blažejová (2022)
- Rybičky a žabičky (tvoří první dějství muzikálu pro děti nazvaným Štědrovečerní přástky) - texty Kateřina Bartošová Fialová, scénář Lada Blažejová (2022)
- Renesanční trio (Allegro, Intermezzo, Danza) pro klarinet, housle a klavír (2023)

## Odborné publikace
- NEČASOVÁ, Jindra. Zapomenutá osobnost kutnohorské skladatelky Marie Kučerové - Herbstové. In: Hudební výchova 20/2012. Praha: MK ČR E 6248, 2012. ISSN 1210-3683.
- NEČASOVÁ, Jindra. Libuše Kurková - fenomén české pedagogiky v oblasti hudebně pohybové výchovy a hudba Petra Ebena v jejích publikacích. In: Teorie a praxe hudební výchovy III. Sborník příspěvků z konference studentů doktorandských a magisterských studií a pedagogů hudebního vzdělávání zemí V4 v roce 2013. Praha: UK, 2014, s. 185 - 188. ISBN 978-80-7290-724-3.
- NEČASOVÁ, Jindra. The Development of Musical Perception through Physical Activities. In: Ars inter Culturas 4. Słupsk: Wydawnictwo Naukowe Akademii Pomorskiej w Słupsku, 2015. s. 241 – 245. ISSN 2083-1226.
- NEČASOVÁ, Jindra. Cycle Women’s Choirs „Flowers“ on the Word Czech Folk Poetry, Music Composer J. N. Nardelli. In: Aktuálne trendy teorie a praxe hudobnej edukácie. Zborník príspevkov z vedeckej konferencie v Banskej Bystrici 2014. Banská Bystrica: Pedagogická fakulta UMB v Banskej Bystrici, 2014. ISBN 978-80-557-0820-1.
- NEČASOVÁ, Jindra. Letošní jubilant – klavírista Tomáš Víšek propaguje skladby Jaroslava Ježka. In: Hudební výchova 3/2017. Praha: UK – Pedagogická fakulta, 2018. ISSN 1210-3683.
- NEČASOVÁ, Jindra. Jaroslav Ježek a klavír. In: Jonáš. Informační zpravodaj – ročník 2017-2018.
- NEČASOVÁ, Jindra. Význam celoživotního díla Libuše Kurkové na pozadí dokumentárního filmu režisérky Lenky Weissové "Nepopsaná stránka". In: Sborník příspěvků z konference studentů a doktorandských a magisterských studií a pedagogů hudebního vzdělávání zemí V4 v Praze. Universita Karlova, 2017. ISBN 978-80-7290-978-0.
- NEČASOVÁ, Jindra. Jubilantka Libuše Kurková a její nová publikace. In: Hudební výchova 2/2021. Praha: UK- Pedagogická fakulta, 2021. ISSN 1210-3683.